# Pampagras
Pampagras (Cortaderia) is een geslacht van planten uit de grassenfamilie. Het telt ongeveer 25 soorten van het zuidelijk halfrond, waarvan de meeste in Zuid-Amerika, enkele in Nieuw-Zeeland en een in Nieuw-Guinea. Het zijn planten van grasvlaktes (pampa's) en bergen.
In siertuinen staan vooral vrouwelijke exemplaren van Cortaderia selloana. Dit gras is namelijk tweehuizig en de vrouwelijke pluimen die wat groter zijn en meer pluizig, vindt men over het algemeen fraaier dan de vuilwitte pluimen van de mannelijke planten. De randen van de grashalmen zijn vlijmscherp: cortador is Spaans voor snijder. De soortaanduiding heeft dit pampasgras te danken aan zijn ontdekker: de in Pruisen geboren botanicus en plantenverzamelaar Friedrich Sello.
In Nederland en België zijn de planten goed bestand tegen vorst, wind en zelfs zeewind. Ze groeien in volle zon op vrijwel elke grondsoort met een voorkeur voor vochtige, goed doorlatende gronden. Van oorsprong is het gras niet gewend aan veel vocht in de winter en het is daarom dat tuiniers de pol wel samenbinden, zodat er weinig winterse neerslag in het hart van de plant kan komen ter voorkoming van wortelrot. In het voorjaar kunnen het oude blad en de pluimen geknipt worden, om ruimte te maken voor nieuwe groei. Met zijn statige voorkomen gedurende een groot deel van het jaar is het een geschikte alleenstaander. Er zijn verschillende cultivars beschikbaar: 'Rosea' heeft lichtroze pluimen, 'Pumila' is een dwergvorm die tot ongeveer 1,25 meter wordt. Een grotere variëteit (tot ongeveer 3,5 m hoog) is 'Sunningdale Silver' met dikke witte pluimen.

## Invasieve uitheemse soort
Enkele Cortaderia-soorten gedragen zich invasief in landen met een subtropisch klimaat. Dit geldt niet zozeer voor Cortaderia selloana. Vanwege de aanplant van vrijwel uitsluitend vrouwelijke planten vormt deze alleen plaatselijk een bedreiging. Anders is dat gesteld met hoog pampagras (Cortaderia jubata) dat zonder bestuiving zaden vormt en een serieuze plaag kan vormen. Een pluim telt tienduizenden zaden. Aan de Amerikaanse westkust verdringen ze onder andere zaailingen van de mammoetboom of reuzensequoia. In Zuidoost-Turkije groeit hoog pampagras langs rivieroevers. 
Sinds 2019 is hoog pampagras opgenomen op de Unielijst voor invasieve uitheemse soorten. Dit betekent dat deze Cortaderia-soort niet meer mag verhandeld worden binnen de Europese Unie.

## Soorten
- Cortaderia araucana Stapf
- Cortaderia atacamensis (Phil.) Pilg.
- Cortaderia bifida Pilg.
- Cortaderia boliviensis M.Lyle
- Cortaderia columbiana (Pilg.) Pilg.
- Cortaderia echinata H.P.Linder
- Cortaderia egmontiana (Roem. & Schult.) M.Lyle ex Giussani, Soreng & Anton
- Cortaderia hapalotricha (Pilg.) Conert
- Cortaderia hieronymi (Kuntze) N.P.Barker & H.P.Linder
- Cortaderia jubata (Lemoine) Stapf – Hoog pampagras
- Cortaderia modesta (Döll) Hack. ex Dusén
- Cortaderia nitida (Kunth) Pilg.
- Cortaderia planifolia Swallen
- Cortaderia pungens Swallen
- Cortaderia roraimensis (N.E.Br.) Pilg.
- Cortaderia rudiuscula Stapf
- Cortaderia selloana (Schult. & Schult.f.) Asch. & Graebn.
- Cortaderia sericantha (Steud.) Hitchc.

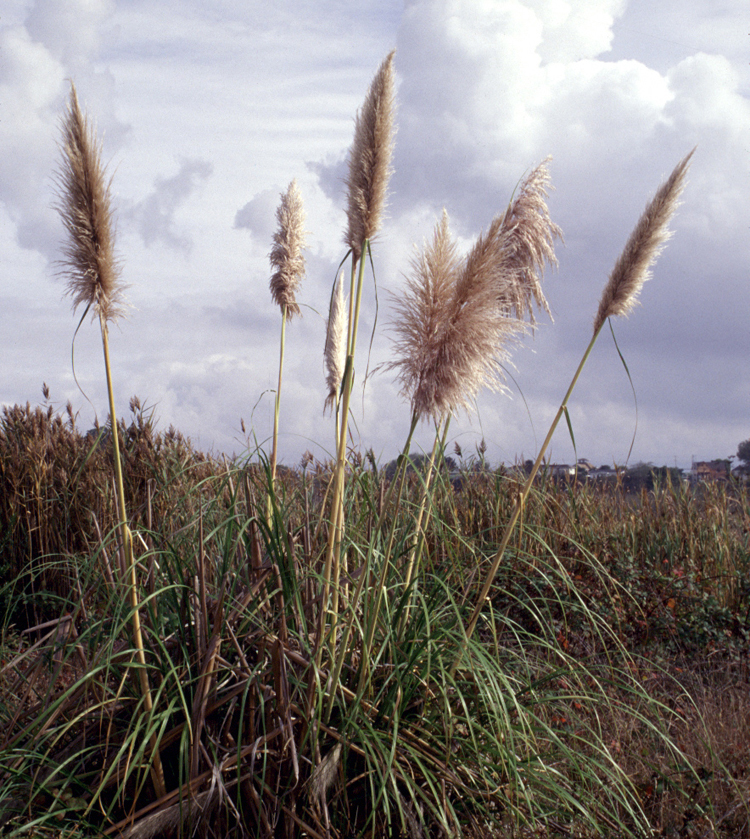
Cortaderia jubata in Californië

- Cortaderia speciosa (Nees) Stapf
- Cortaderia vaginata Swallen